# Roland de Marigny
Jacques Roland Desvaux de Marigny (Durban, 17 novembre 1975) è un ex rugbista a 15 e allenatore di rugby a 15 sudafricano naturalizzato italiano, in carriera attivo come utility back e 19 volte internazionale per l'Italia.

## Biografia
Nato in Sudafrica da genitori originari di Mauritius, iniziò a giocare a rugby in patria, nella scuola superiore Westville.
Iniziò la carriera rugbistica nei Blue Bulls per poi continuare, sempre in patria, nella franchigia provinciale dei Natal Sharks.
Si trasferì successivamente in Europa, nella rappresentativa gallese del Bangor poi, in seguito, al Llanelli, per poi tornare in patria ed esordire nel Super 12 con i Bulls e rappresentando in tale torneo anche gli Sharks.
Nel 2000 fu ingaggiato dal Parma, squadra nella quale rimase cinque stagioni, dopo tre delle quali acquisì il diritto a essere schierato per le rappresentative nazionali italiane.
Nel 2004 fu convocato dal C.T. della Nazionale John Kirwan per il Sei Nazioni; esordì da sostituto nell'incontro d'apertura contro l'Inghilterra, poi fu schierato da titolare nelle altre quattro partite: all'estremo contro la Francia, all'apertura contro Scozia, Irlanda e Galles.
Nel 2005 de Marigny disputò una stagione in Guinness Premiership con la maglia del Leeds Tykes, poi nel 2006 tornò in Italia, al Calvisano, club con il quale vinse il suo unico titolo, quello di campione nazionale, nella stagione 2007-08.
Il 24 febbraio 2007 giocava come estremo con la maglia n. 15 nella partita contro la Scozia vinta dall'Italia 37 a 17 nello stadio di Murrayfield  
In precedenza era stato anche utilizzato dal tecnico della Nazionale Pierre Berbizier nella Coppa del Mondo di rugby 2007 in Francia, in cui de Marigny disputò due incontri con due punti totali.
In tale torneo disputò il suo ultimo incontro internazionale, contro il Portogallo.
Nella stagione 2008-09 de Marigny si trasferì al GRAN Parma, con cui concluse la carriera agonistica; divenuto allenatore, condusse la squadra, nel frattempo divenuta GranDucato Parma, nel campionato di Eccellenza 2010-11 e, dalla stagione successiva, è tecnico federale presso l'accademia della FIR.

## Palmarès
- Campionati italiani: 1
Calvisano: 2007-08